# Scuola storico-culturale
La scuola storico-culturale è una corrente psicologica fondata in URSS da Lev Semyonovich Vygotskij alla fine degli anni venti e sviluppata dai suoi studenti e dai suoi seguaci, prima in Europa e poi in tutto il mondo.

## Concetti generali
A partire dai primi anni venti, e in stretta relazione con le trasformazioni sociali e politiche prodotte dalla rivoluzione bolscevica del 1917, si sviluppò una prospettiva di ricerca che si proponeva di rifondare la psicologia sulla base dei principi del marxismo e del materialismo storico. Questo orientamento si caratterizzava per una scelta filosofica tesa a conoscere il mondo allo scopo di trasformarlo. In questo impianto attivo si differenziava dal positivismo, dalla fenomenologia e dal pragmatismo.
Questo approccio assume come principio di partenza che la psiche non sia un'entità ideale, ma un prodotto dell'evoluzione animale, divenuto funzionalmente sempre più complesso sotto l'influenza di fattori storici, sociali e culturali. Si tratta quindi in primo luogo di una prospettiva che privilegia la dimensione storico-culturale nello studio della psiche umana. Inoltre il richiamo marxiano e leninista ad una scienza che operi attivamente e concretamente per la trasformazione della società comporta che questa prospettiva sia critica verso concezioni ritenute conservatrici e reazionarie. Di conseguenza la verifica della teoria non si limita all'indagine empirica, ma cerca immediatamente una ricaduta nel campo delle relazioni sociali, nel lavoro, nella scuola. È perciò una psicologia che si confronta con i problemi di carattere psicologico nel loro contesto storico e sociale.
Essa, inoltre, sottolinea la crescente importanza della psicologia nel mondo contemporaneo, in quanto scienza umana che può servire da strumento di controllo dello sviluppo psichico individuale, nel momento in cui ne stabilisce i criteri normativi. La psicologia può essere quindi una scienza al servizio delle classi dominanti.
Nell'ambito della prospettiva storico-culturale si possono includere gli studi e le ricerche compiuti per la fondazione di una psicologia critica, sulla base esplicita del marxismo e del materialismo dialettico. Si tratta spesso di contributi di gruppi minoritari nel quadro della psicologia del '900. Si nota infatti che la maggior parte degli psicologi che hanno adottato la prospettiva storico-culturale sono stati impegnati politicamente e hanno incontrato resistenze notevoli negli ambienti universitari tradizionali.

## Freudo-marxismo, psicologia marxista e psicologia critica
Il problema dei rapporti tra psicologia e marxismo si pose immediatamente dopo la rivoluzione del 1917 tra gli psicologi sovietici. Analizzando le teorie psicologiche contemporanee se ne cercò l'accordo con i principi del materialismo storico e del materialismo dialettico. Tra le teorie psicologiche, quella che incontrò maggiore attenzione fu la psicoanalisi. Il dibattito sulle caratteristiche ideologiche della psicoanalisi e la loro adeguatezza ad una concezione marxista dell'uomo e della società continuò nella seconda metà del Novecento, portando gradatamente alla scomparsa del movimento psicoanalitico russo dei primi anni '30.

### Freudo-marxismo: Reich e la psicoanalisi
Nel suo saggio su materialismo dialettico e psicoanalisi, Wilhelm Reich sosteneva che la psicoanalisi non rappresentava una visione del mondo, una filosofia, ma uno specifico metodo di studio e terapia dei processi psichici. Mentre il marxismo si occupava dei fenomeni sociali e collettivi, movimenti di massa ecc., la psicoanalisi si interessava dei fenomeni psichici dell'uomo singolo, seppure immerso in una rete di rapporti e relazioni sociali. Questa stessa struttura sociale determina l'organizzazione della vita psichica individuale: al variare delle strutture sociali, variano i condizionamenti cui è sottoposto lo sviluppo psichico.
Il Super-io non è per Reich un'entità astratta della psiche, ma il complesso dei valori e delle norme che la famiglia trasmette al proprio figlio e che, a sua volta, essa ha ricevuto dallo specifico contesto socio-culturale in cui vive. Il contributo della psicoanalisi al marxismo consiste dunque, nella descrizione dei processi attraverso i quali una determinata società condiziona un determinato individuo. L'aspetto fondamentale sottolineato da Reich nella sua analisi è la tesi secondo la quale la società borghese non solo condiziona genericamente la psiche, ma reprime specificamente la pulsione sessuale. Tema centrale della sua teoria diventò la formazione del carattere, da lui vista come la progressiva costruzione di una corazza, una sorta di gabbia entro la quale è compressa l'energia sessuale. La sessualità, impedita nelle sue libere manifestazioni, produce comportamento nevrotico o genera malattie psicosomatiche. Reich proponeva un progetto rivoluzionario di educazione psicologica, centrata sulla sessualità vissuta liberamente, senza le costrizioni della società.

### La scuola di Francoforte
Negli stessi anni, in Germania si realizzava un altro importante progetto di integrazione tra la psicoanalisi e il marxismo presso l'Istituto di Ricerche Sociali di Francoforte. Le indagini svolte da questa scuola si concentrarono in partenza sui processi e sulle strutture sociali che mediavano la trasmissione dei valori e delle regole di una determinata società.
Teoria critica fu chiamata l'impostazione della scuola di Francoforte, per la quale l'indagine conoscitiva sulla società contemporanea deve unirsi ad un progetto di trasformazione sociale e civile. Oggetto principale d'indagine fu la famiglia, in quanto cardine di questa trasformazione del sociale nell'individuale. Dopo l'emigrazione negli Stati Uniti, a causa dell'avvento del nazismo, i membri della scuola di Francoforte hanno continuato le loro ricerche sulla problematica precedente, ma attenuando gli aspetti marxisti e rivoluzionari. Si approdava così ad una concezione utopistica di una società nuova, che avrebbe dovuto fondarsi sull'amore e non sull'aggressività, sulla liberazione della libido contro la repressione che su di essa esercita la società; per un uomo libero e creativo contro un uomo ridotto a produttore-consumatore nell'ingranaggio della società industriale.

### Henri Wallon
L'incontro tra psicologia e marxismo non fu altrettanto articolato e profondo negli altri paesi europei occidentali quanto in Austria e in Germania tra le due guerre mondiali. Tuttavia il contributo francese si presenta ricco di spunti originali, più sul piano ideologico-politico che su quello strettamente conoscitivo.
Un esempio di integrazione tra psicologia e marxismo è rappresentato dall'opera del francese Wallon. Nelle sue opere di psicologia dello sviluppo, egli sostiene una concezione dialettica della psiche, per la quale la psiche umana è il prodotto di un'interazione dinamica tra fattori biologici e sociali durante lo sviluppo infantile. Alla finezza delle analisi dello sviluppo dei processi psichici più complessi, in Wallon non si accompagna un esame altrettanto profondo dei fondamenti teorici della nuova psicologia marxista quale si trova in Lev Vygotskij; la psicologia marxista di Wallon si muove nella scia della psicologia pavloviana.

### La psicologia critica
Negli anni della contestazione studentesca sorse in Germania un movimento di ricerca teorica e sperimentale, noto come Psicologia Critica. Alla conferenza degli psicologi critici e di opposizione, conclusero che la psicologia era una scienza al servizio del capitale e che doveva dunque essere liquidata. Reich, il freudo-marxismo e la scuola di Francoforte furono ampiamente citati in questa ottica estremista.
In polemica con questo settarismo di scuola sorsero altri gruppi critici. Tra le tematiche affrontate dal movimento della psicologia critica un particolare rilievo hanno avuto le analisi storico-critiche dello sfondo ideologico delle prospettive psicologiche del XX secolo.
Un altro contributo interessante è stato dato nello studio della sensazione e della percezione. Questi psicologi rilevano che la sensazione era stata considerata tradizionalmente come una funzione psichica inferiore, comune agli animali e all'uomo, studiabile in laboratorio. Ora invece si mette in evidenza la centralità che ha la sensazione nell'interazione tra l'uomo e l'ambiente esterno che non è fatto di oggetti neutri, ma di oggetti che hanno un'importanza vitale nel contesto della vita quotidiana. È importante notare che gli esponenti della psicologia critica si sono riferiti alla teoria storico-culturale sovietica e hanno cercato non solo di contestare la psicologia accademica, ma anche di dare esempi concreti di che cosa intendevano per una nuova psicologia; oltre all'area della sensazione e della percezione, sono stati studiati i processi delle emozioni e motivazioni, le relazioni sociali e la psicologia del lavoro.

## La scuola storico-culturale da Lev Vygotskij agli anni '60

### La teoria di Lev Vygotskij
La teoria di Lev Vygotskij, elaborata tra la fine degli anni '20 e i primi anni '30, ha avuto scarsa diffusione in quel periodo, ma ha incontrato in Occidente un crescente interesse solo dopo gli anni '60 e ha visto un'esplosione di ricerche e di studi negli anni '80. Ad ostacolare la conoscenza della teoria di Vygotskij è stata soprattutto la non disponibilità delle sue opere, alcune delle quali sono rimaste inedite fino agli anni '80. La sua opera contiene una varietà insospettata di contributi nei campi più diversi: dall'estetica alla linguistica, dalla psicologia alla pedagogia, dalla psicopatologia alla neuropsicologia. Alla luce di questa nuova ed arricchita rivisitazione di tutta la sua opera, Vygotskij non è più visto come un pensatore geniale, pieno di intuizioni non concretizzate a causa della sua morte precoce, è invece uno psicologo e un intellettuale che elaborò le sue teorie, avviò una nuova scuola di psicologia e poté compiere ricerche e pubblicare una quantità incredibile di articoli e libri. Sebbene la scuola storico-culturale abbia avuto senz'altro il proprio fondamento teorico in Vygotskij, essa non può essere semplicemente ridotta alle sue tesi e ricerche empiriche, ma appare, invece, come un insieme variegato di contributi.

#### Il manifesto
Il manifesto della scuola storico-culturale fu esposto nel saggio La coscienza come problema della psicologia del comportamento, il quale si basava sulla prima conferenza che Vygotskij tenne all'Istituto di psicologia di Mosca. Il testo della conferenza conteneva gli elementi essenziali della scuola storico-culturale. Si partiva dalla considerazione che le teorie riflessologiche russe, che consideravano la psiche come un sistema di riflessi, si erano occupate esclusivamente dei processi psichici elementari (es. i riflessi condizionati) escludendo lo studio dei processi psichici superiori, che avrebbe richiesto il riferimento all'esperienza soggettiva e all'introspezione. Per Vygotskij questa posizione comportava la rinuncia all'indagine sulla specificità dei processi psichici umani, che si differenziano da quelli degli animali proprio per la presenza della coscienza. Egli riteneva che il rinunciare ad un'indagine oggettiva della coscienza corrispondesse ad una posizione idealistica e dualistica: da una parte i processi psichici elementari, dall'altra i processi psichici superiori e la coscienza, come un mondo psichico inaccessibile e irriducibile. Occorreva invece individuare delle procedure oggettive di ricerca sui processi psichici coscienti. Lo studio sperimentale delle risposte verbali dei soggetti poteva costituire una chiave d'accesso alla loro coscienza. Nella dimensione cosciente della psiche umana, afferma Vygotskij, vi sono componenti assenti nel mondo psichico animale: l'esperienza storica per la quale tutta la nostra vita, il lavoro, il comportamento sono fondati sulla larghissima utilizzazione dell'esperienza delle generazioni precedenti; l'esperienza sociale per la quale io non dispongo soltanto delle connessioni formatesi nella mia esperienza personale tra i riflessi incondizionati e i singoli elementi dell'ambiente, ma anche di un gran numero di connessioni che sono state fissate nell'esperienza degli altri uomini; infine l'esperienza duplicata, illustrata nel passo di Marx e per la quale il lavoro ripete nei movimenti delle mani e delle trasformazioni del materiale ciò che prima è stato fatto nella rappresentazione mentale del lavoratore, quasi con i modelli di questi stessi movimenti e di questo stesso materiale; questa esperienza duplicata che permette all'uomo di sviluppare forme di adattamento attivo, manca all'animale.

#### Le funzioni psichiche superiori
Nel 1931 Vygotskij terminò la monografia sulla Storia dello sviluppo delle funzioni psichiche superiori, che rappresenta l'esposizione più completa della teoria storico-culturale. Su di lui influirono notevolmente varie teorie contemporanee. Per Vygotskij fra gli animali e l'uomo c'è un salto qualitativo caratterizzato dallo sviluppo di processi psichici superiori dipendenti dal contesto storico-sociale in cui cresce un bambino; questi processi psichici superiori conservano la stessa natura biologica dei processi psichici inferiori, ma rappresentano una nuova organizzazione funzionale di questi ultimi, generatasi sotto l'influsso dei fattori sociali e culturali. Sia le funzioni psichiche inferiori che quelle superiori sono processi materiali svolti nel cervello, con la differenza che i processi psichici superiori si sviluppano in relazione all'ambiente sociale e culturale.
Nella conferenza sulla coscienza, Vygotskij accetta l'ipotesi che la struttura fondamentale dei processi psichici sia che una reazione è prodotta in relazione ad uno stimolo e questa sequenza è per l'appunto alla base dei processi psichici elementari. Nei processi psichici superiori, nella sequenza si inserisce un nuovo elemento, quello che l'autore chiama priem (strumento, metodo) o stimolo-mezzo. È l'introduzione di questo stimolo-mezzo a costituire il salto dialettico che modifica qualitativamente il rapporto tra stimolo e reazione.
Tra gli esempi c'è quello dell'asino di Buridano: di fronte a due sacchi uguali pieni di fieno, uno a sinistra e l'altro a destra, l'asino non sa scegliere, benché affamato, e muore di inedia. I due stimoli equivalenti, i sacchi, producono due reazioni uguali ma di direzione contraria e il comportamento dell'animale viene inibito. Un uomo invece, potrebbe lanciare una monetina per scegliere uno dei due stimoli, creando così di sua iniziativa uno stimolo di cui si avvale, per cui esso è un mezzo, uno strumento, per instaurare un nuovo rapporto stimolo-risposta e consentire lo svolgimento del comportamento in una direzione diversa.
Quindi, la presenza di stimoli creati accanto a quelli dati è la caratteristica distintiva della psicologia dell'uomo. Tuttavia per Vygotskij il comportamento umano è quasi esclusivamente guidato da stimoli-mezzo, che non sono solo strumenti esterni, ma strumenti acquisiti dall'ambiente sociale e interiorizzati, stimoli-mezzi interni denominati propriamente segni; ogni stimolo condizionato creato dall'uomo e assunto come mezzo per dirigere il proprio o l'altrui comportamento è un segno. La differenza tra vita psichica dell'animale e quella dell'uomo sta nel fatto che il cervello umano è il cervello di un essere sociale e l'introduzione degli stimoli-mezzo nelle funzioni psichiche comporta una modificazione funzionale del cervello stesso.
Questi segni non sono creati soltanto dalla singola persona, ma sono acquisiti nella storia psicologica individuale attraverso l'ambiente sociale (la famiglia, scuola,..). L'esempio più chiaro è la scrittura, cioè un sistema di segni che l'individuo acquisisce ad una certa età se vive in un ambiente sociale in cui la scrittura è conosciuta. Il linguaggio verbale stesso è uno stimolo-mezzo se lo si interpreta come una forma di comunicazione, basata anche su capacità genetiche della mente umana, ma allo stesso tempo necessariamente sviluppatasi grazie all'acquisizione di una lingua che proviene dall'ambiente familiare e sociale in cui il bambino cresce.

#### Lo stimolo-mezzo
Un processo fondamentale illustrato da Vygotskij è l'interiorizzazione degli stimoli-mezzo o segni. Il linguaggio, che all'inizio nel rapporto madre-bambino è una forma di comunicazione interpersonale esterna, diventa negli anni una forma di comunicazione interna che l'individuo usa come mezzo per svolgere le proprie funzioni psichiche superiori. I contenuti di pensiero di un adulto sono stati acquisiti ed elaborati come strumenti esterni, divenuti nel tempo strumenti interni. Lo sviluppo psichico ontogenetico è quindi uno sviluppo culturale, in quanto fondato essenzialmente sul processo di interiorizzazione dei mezzi forniti dall'ambiente socio-culturale. Vygotskij definisce questo processo come la "legge genetica generale dello sviluppo culturale", per la quale le funzioni psichiche sviluppatesi nelle relazioni sociali, funzioni interpsichiche, divengono successivamente interne all'individuo, funzioni intrapsichiche. L'interesse di Vygotskij per i problemi della scuola investe tutta la sua produzione, dagli studi dei primi anni '20 sull'istruzione dei bambini handicappati fino ai lavori degli anni '30 sui processi cognitivi dei bambini normali e con ritardo mentale in relazione al contesto scolastico. Questa attività si inserisce nell'ambito della attiva partecipazione di Vygotskij alla pedologia e oltre che insegnare questa disciplina in vari istituti di Mosca, scrisse numerose opere pedologiche.

#### La pedologia
La Pedologia, dapprima intesa come lo studio interdisciplinare del bambino, con contributi della biologia, pediatria, psicologia, pedagogia etc., divenne in seguito a continue discussioni ideologiche una disciplina che concentrava le proprie analisi sull'ambiente sociale in cui si sviluppa il bambino. Vygotskij caratterizzò la propria posizione concependo la pedologia non tanto come un approccio interdisciplinare allo studio del bambino, ma piuttosto come la ricerca di una teoria unificata dello sviluppo psichico del bambino, fondata sul principio della riorganizzazione delle funzioni psichiche sotto l'influenza dei fattori sociali e culturali.
Nel 1936 il Comitato centrale del Partito comunista approvò la risoluzione con la quale si condannava la pedologia. La fine del movimento pedologico comportò un ridimensionamento di tutta la produzione e dell'attività in campo psicologico, le opere di Vygotskij furono bandite e divennero disponibili solo vent'anni dopo.

#### Pensiero e linguaggio
Poco prima di morire Vygotskij terminò di scrivere l'ultimo capitolo del libro ritenuto il suo capolavoro, Pensiero e linguaggio. Questo libro è il risultato dell'assemblaggio di materiale diverso; le parti teoricamente più importanti e che ancora oggi costituiscono un riferimento concettuale per la ricerca contemporanea riguardano il rapporto tra pensiero e linguaggio, la relazione tra linguaggio esterno e linguaggio interno, la relazione tra senso e significato. Secondo lui, preliminare ad ogni indagine sul rapporto tra pensiero e linguaggio, come ad ogni indagine psicologica, è la scelta del tipo di analisi. Egli respinge l'analisi che scomponeva gli insiemi psicologici complessi in elementi, perché applicando questa analisi si perdono, per Vygotskij, le proprietà dell'insieme non corrispondenti alle proprietà dei singoli elementi. Vygotskij sostiene invece un'analisi basata sulla scomposizione di un insieme unitario di base in unità componenti. Per Unità Componenti intende degli elementi che continuano a conservare le medesime proprietà dell'insieme. Ad es. nell'incontro tra pensiero e linguaggio, per cui un contenuto di pensiero è espresso attraverso una parola, l'unità componente che conserva le proprietà dell'insieme rappresentato dal pensiero verbale è individuata da Vygotskij nel significato.
La parola ha un aspetto esterno, quello sonoro, e un aspetto interno, il suo significato, che conduce al contenuto di pensiero che la parola esprime. Il linguaggio è una forma di relazione sociale proprio perché le parole esprimono significati intelligibili per il pensiero di coloro che comunicano. La capacità di pensare, il pensiero come funzione della mente, segue uno sviluppo diverso, è indipendente. Nel bambino, ad un certo punto dello sviluppo, queste due funzioni si intersecano dando luogo ad una funzione, il pensiero verbale, nel quale un pensiero specifico prodotto dal pensiero è espresso dal linguaggio sotto forma di una parola che di quel pensiero specifico trasmette il significato.
Lo sviluppo del pensiero verbale presenta varie tappe, descritte da Jean Piaget, per il quale il linguaggio in età prescolare è un linguaggio egocentrico, manca ancora il pensiero verbale interno. Il linguaggio egocentrico, tappa precedente del linguaggio interno, ha origine dall'incontro tra il pensiero del bambino, un pensiero di tipo autistico che riflette il mondo psichico infantile, e il linguaggio emesso per sé dal bambino stesso. Per Vygotskij, al contrario, il linguaggio ha immediatamente una funzione sociale, interpersonale; in seguito esso diviene strumento di pensiero nella forma silente del linguaggio interno. Nello sviluppo del pensiero verbale si realizza di nuovo il processo già descritto per cui una funzione, il linguaggio sociale, acquisita nella relazione interpsichica, diviene una funzione intrapsichica, linguaggio interno.
Una delle analisi più fini del libro di Vygotskij è quella della differenza tra linguaggio esterno e linguaggio interno. Il Linguaggio Interno risulta sostanzialmente diverso dal linguaggio esterno per le sue caratteristiche sintattiche, essendo un linguaggio per sé, esso è abbreviato, frammentato. Un'altra distinzione che caratterizza il linguaggio interno è quella tra Senso e Significato di una parola. Il confine tra senso e significato è sfumato, ma si può dire che il significato di una parola è ciò che è condiviso dalla maggioranza dei parlanti, ciò che una parola significa attenendoci alla definizione data dal vocabolario. Il senso è invece il significato che la parola ha per il parlante, un significato che è noto a lui solo. Nel linguaggio interno il senso prevale sul significato; nel linguaggio esterno invece domina il significato, e ciò è indispensabile affinché abbia luogo una comunicazione. Dalla parola e dai significati condivisi ai significati personali e ai sensi della parola; dal linguaggio al pensiero: il comportamento esterno dipende dunque dal mondo psichico interno. Tuttavia, dietro al piano del pensiero vi è, per Vygotskij, il mondo degli affetti, delle emozioni e delle motivazioni. Nell'analisi dei piani interni del pensiero verbale, il pensiero stesso nasce non da un altro pensiero, ma dalla sfera motivazionale della nostra coscienza, che abbraccia i nostri impulsi e le nostre motivazioni, i nostri affetti e le nostre emozioni. Dietro al pensiero vi è una tendenza affettiva e volitiva; una comprensione reale e completa del pensiero altrui è possibile soltanto quando scopriamo il suo retroscena reale, affettivo-volitivo.
Nell’ambito delle interviste, l’approccio vygotskiano enfatizza l’interazione sociale e l’uso del linguaggio come strumenti fondamentali per l’emergere e lo sviluppo del pensiero. L’intervistatore e l’intervistato co-costruiscono significati attraverso il dialogo, riflettendo l’idea che le funzioni cognitive superiori hanno origine nelle interazioni sociali prima di essere interiorizzate dall’individuo. Questo processo sottolinea l’importanza del contesto culturale e sociale nella formazione del pensiero e del linguaggio.

#### Gli ultimi anni di Vygotskij
Nell'arco dei dieci anni precedenti la sua morte, Vygotskij produsse una notevole quantità di articoli in campi diversi, spinto sempre più dall'esigenza di fondare una teoria unitaria dello sviluppo psichico in cui i vari piani del mondo psichico fossero integrati tra di loro. La conoscenza diretta di aree diverse avrebbe potuto permettere a Vygotskij di realizzare una nuova sintesi teorica, supportata da una sperimentazione originale che aveva cominciato ad avviare insieme ai suoi collaboratori. La sua morte precoce, gli eventi ideologici e politici della metà degli anni '30 e le prime scissioni interne al gruppo vygotskijano bloccarono il processo di ricerca teorica e sperimentale che egli aveva delineato.

### La teoria storico-culturale negli anni '60
Negli anni sessanta in Unione Sovietica si diffuse l'espressione "scuola storico-culturale" per indicare il gruppo di psicologi che si rifacevano alla teoria sviluppata da Vygotskij sullo sviluppo psichico infantile e ne continuavano l'elaborazione, interrotta alla metà degli anni '30. Quando si parla di teoria storico-culturale si intendeva semplicemente l'approccio seguito da Vygotskij e Lurija nell'unica opera sistematica di psicologia: Studi di Storia del Comportamento del 1930. Come hanno dimostrato studi recenti, negli anni '20 e '30 non si può parlare propriamente di scuola storico-culturale, piuttosto si formò in questo periodo un gruppo di psicologi che si distaccò da Vygotskij. Un gruppo più fedele, più propriamente vygotskijano, fu rappresentato invece dai suoi collaboratori nelle istituzioni pedologiche e nell'istituto di difettologia. In conclusione, una vera e propria scuola storico-culturale ispirata alla teoria di Vygotskij si formò solo negli anni '60 e alla fine degli anni '70 divenne chiaro che questa scuola aveva il proprio nucleo centrale nella Teoria Dell'Attività elaborata da Aleksej Nikolaevič Leont'ev e da altri psicologi sovietici, tra cui Sergej Leonidovič Rubinštejn. A questo punto la teoria dell'attività va considerata come un orientamento autonomo sviluppatosi comunque da una premessa fondamentale fornita dalla teoria vygotskijana.

## La teoria dell'attività
Questa teoria, sviluppatasi nell'ambito del contesto vygotskijano, se ne era presto distaccata per vari aspetti essenziali. Nel 1931-32 un gruppo di allievi e collaboratori di Vygotskij si trasferì in Ucraina a causa delle condizioni difficili che si stavano creando a Mosca. A Vygotskij essi rimproveravano di aver inquadrato lo sviluppo delle funzioni psichiche superiori in una prospettiva eccessivamente culturale. Egli non avrebbe tenuto conto che le funzioni psichiche elementari o superiori che siano, si sviluppano nel rapporto concreto che il bambino ha con la realtà esterna. Infatti il bambino è geneticamente programmato per interagire con l'ambiente esterno nel suo complesso e con gli altri individui, attraverso l'esplorazione motoria, la comunicazione non verbale e verbale, le espressioni delle emozioni, il progressivo inserimento in una dinamica di gruppo, ecc. Lungo questo processo di attività pratica si sviluppano le funzioni psichiche. 
In questa visione, l'errore fondamentale di Vygotskij è che egli interpretava in modo troppo idealistico la concezione marxista della determinazione storico-sociale della mente umana. Egli pensava che la sorgente dello sviluppo mentale fosse l'interazione della mente del soggetto con la realtà culturale e ideale, piuttosto che il suo rapporto effettivo con la realtà. 
Una critica analoga fu avanzata tra gli anni '30 e '40 da Sergei Rubinstein (1889-1960), il quale svolge una lettura psicologica dei Manoscritti economico-filosofici di Karl Marx, individuandovi alcuni concetti chiave, come quelli di attività e coscienza. Rubinstein insiste sul fatto che i processi psichici umani si sviluppano in un rapporto concreto con la realtà esterna mediata dalle relazioni sociali e non tanto in un rapporto semiotico, quale avrebbe descritto Vygotskij.

### Il concetto di attività
Il concetto di attività è fondamentale nella teoria elaborata da Leont'ev, che aveva aderito nella seconda metà degli anni '20 all'impostazione teorica e metodologica di Vygotskij. Aleksej Nikolaevič Leont'ev delinea una sintesi generale delle proprietà delle funzioni psichiche lungo la scala filogenetica, mettendo in evidenza il salto delle leggi dell'evoluzione biologica che regolano lo sviluppo psichico degli animali alle leggi dello sviluppo storico-sociale su cui si fonda lo sviluppo della psiche umana. A determinare questo passaggio fondamentale sono le nuove forme di attività connesse alle condizioni che si realizzano nel lavoro, attività specificamente umana. Nel lavoro sono fondamentali sia l'uso degli strumenti (teoria vygotskijana sul ruolo dello strumento esterno e interno), che i rapporti interpersonali. Nell'ambito dell'analisi dell'attività lavorativa, Leont'ev sottolinea la fondamentale distinzione tra attività ed azione nel comportamento umano.
Negli animali un'attività è un insieme di azioni strettamente finalizzate alla soddisfazione della motivazione, e la motivazione e l'oggetto dell'attività sono direttamente connessi. Nel caso dell'attività umana, invece, si ha un cambiamento nella struttura interna dell'attività. I singoli membri di un gruppo sociale svolgono ciascuno una determinata azione, la quale non comporta il raggiungimento diretto dell'oggetto e la soddisfazione del bisogno. L'azione inoltre può essere svolta con operazioni diverse, alternative. Mentre l'attività complessiva è spinta da una motivazione, la singola azione si pone uno scopo specifico apparentemente indipendente. Le varie azioni sono distribuite, secondo modelli culturali, tra i vari membri che nel loro insieme arrivano a soddisfare la motivazione dell'attività complessiva. Nel comportamento umano, dunque, l'azione individuale non è collegata alla motivazione in modo diretto; essa acquista il suo significato motivazionale solo se riferita al complesso delle altre azioni svolte dagli altri membri del gruppo. Leont'ev distingue il Senso soggettivo o personale che un individuo ha delle proprie azioni dal Significato che esse acquistano nell'attività collettiva. Senso e significato dell'azione coincidono sempre di meno con lo sviluppo della società e la divisione del lavoro. La coscienza per Leont'ev, come per Vygotskij, non è concepita come una dimensione che si sovrappone dall'alto alle funzioni psichiche, ma è il risultato della interiorizzazione dei processi intervenuti nello svolgimento delle attività. Nella storia della coscienza, dapprima è il rispecchiamento psichico di ciò che l'uomo fa in interazione con la realtà esterna: essa corrisponde allora alle immagini che incorporano gli oggetti e gli scopi delle azioni. Successivamente si amplia e diviene consapevolezza di questa stessa realtà interna. In una tappa più tarda, oggetto della coscienza diviene anche l'attività; divengono coscienti le azioni degli altri ed attraverso esse le azioni proprie del soggetto. 
La teoria di Leont'ev, illustrata nelle opere degli anni '40, fu criticata da Rubinstein perché conservava una concezione del soggetto ancora troppo astratta. Il problema principale di tutta questa discussione sul concetto di attività è stato che essa si è svolta più a livello teorico che empirico, senza che le varie precisazioni di tale concetto fossero illustrate con dati sperimentali.